# Tempest (canción)
«Tempest» —en español: «Tempestad»— es una canción de la banda estadounidense de metal alternativo Deftones. Es el segundo sencillo desprendido de su séptimo álbum de estudio Koi No Yokan. Fue estrenado por el sitio web PureVolume el 3 de octubre junto con un video con los miembros de la banda, Chino Moreno y Sergio Vega dando una idea con respecto a la canción. El contenido de la letra de la canción remite al supuesto fin del mundo que se habría producido el 21 de diciembre de 2012, según contaban varios mitos relacionados con el calendario maya.
En noviembre de 2012, se había anunciado que el video musical de la canción estaría dirigido por Christopher Mills pero aún se desconoce su fecha de lanzamiento. Mientras está disponible en su canal en YouTube un video con la letra de la canción.

## Lista de canciones
Promo sencillo
1. "Tempest" – 6:05
2. "Tempest (Radio Edit)" – 4:31

## Créditos
Deftones
- Chino Moreno – voces, guitarra
- Stephen Carpenter – guitarra
- Abe Cunningham – batería
- Frank Delgado – teclados, samples, tornamesa
- Sergio Vega – bajo

Producción
- Nick Raskulinecz – productor

## Posicionamiento en listas
| Lista (2012-13)                         | Mejor posición |
| --------------------------------------- | -------------- |
| Estados Unidos (Alternative Songs)      | 20             |
| Estados Unidos (Mainstream Rock Tracks) | 3              |
| Estados Unidos (Active Rock)            | 2              |
| Estados Unidos (Rock Airplay)           | 13             |
| Estados Unidos (Rock Songs)             | 45             |